# Andski vulkanski pas
Andski vulkanski pas je glavni vulkanski pas ob Andski kordiljeri v Argentini, Boliviji, Čilu, Kolumbiji, Ekvadorju in Peruju. Nastal je kot posledica subdukcije Nazca plošče in antarktične plošče pod južnoameriško ploščo. Pas je razdeljen na štiri glavna vulkanska območja, ki so med seboj ločena z vulkanskimi vrzelmi. Vulkani pasov so raznoliki v smislu sloga dejavnosti, izmečkov in morfologije. Medtem ko je mogoče razbrati nekatere razlike, po katerih določimo v  katero vulkansko območje spada vulkan, obstajajo velike razlike znotraj vulkanskega območja in celo med sosednjimi vulkani. Kljub temu, da je tipska lokacija za kalko-alkalni in subdukcijski vulkanizem, ima Andski vulkanski pas velik obseg vulkansko-tektonskih lastnosti, kot so sistemi razpok in ekstenzivne cone, transpresijski prelomi, subdukcija srednjeoceanskih hrbtov in podmorskih gorskih verig.
Romeral v Kolumbiji je najsevernejši aktivni član andskega vulkanskega pasu . Južno od zemljepisne širine 49 ° S v australskem vulkanskem območju se vulkanske aktivnosti zmanjšajo z najjužnejšim vulkanom Fueguino v arhipelagu Ognjena zemlja (Tierra del Fuego).

## Vulkanska območja
Andski vulkanski pas je razdeljen na štiri glavna področja aktivnega vulkanizma; severno, osrednje, južno in australsko vulkansko območje, od katerih je vsako ločen kontinentalni vulkanski lok.

### Severno vulkansko območje
Severno vulkansko območje (SVO) se razteza od Kolumbije do Ekvadorja in vključuje vse vulkane na celini teh držav. Od vulkanov v tej coni jih 55 leži v Ekvadorju, 19 pa v Kolumbiji. V Ekvadorju so vulkani v Cordillera Occidental in Cordillera Real, medtem ko so v Kolumbiji na zahodnem in osrednjem območju. Pliocenski vulkanski kompleks Iza-Paipa v Boyaci, v vzhodnih predelih, je najsevernejši pojav severnega andskega vulkanskega pasu. Vulkanski lok je nastal zaradi subdukcije Nazca plošče pod zahodno Južno Ameriko. Nekateri vulkani severnega vulkanskega območja, kot sta Galeras in Nevado del Ruiz, ki ležita na gosto poseljenih gorskih območjih, so glavni vir nevarnosti. Ocenjeno je, da debelina skorje pod to regijo znaša od 40 do več kot 55 kilometrov. Sangay je najjužnejši vulkan severne vulkanske cone.
Geofizični inštitut na Nacionalni politehnični šoli v Quitu v Ekvadorju ima mednarodno ekipo seizmologov in vulkanologov, ki so odgovorni za spremljanje številnih aktivnih vulkanov Ekvadorja v Andskem vulkanskem pasu in Galapaških otokih, kar je del  Pacifiškega ognjenega obroča.

### Osrednje vulkansko območje
Osrednje vulkansko območje (OVO) je vulkanski lok v zahodni Južni Ameriki. Razprostira se od Peruja do Čila in tvori zahodno mejo planote Altiplano. Vulkanski lok je nastal zaradi subdukcije Nazca plošče pod zahodno Južno Ameriko vzdolž perujsko-čilskega oceanskega jarka. Na jugu je OVO omejeno s segmentom Pampaške ploske plošče ali segmentom Norte Chico ploske plošče, območjem, ki je brez vulkanizma zaradi nižjega kota subdukcije, ki ga povzroča subdukcija grebena Juan Fernández.
Za OVO je značilna kontinentalna skorja, ki doseže debelino približno 70 km . V tem območju je 44 glavnih in 18 manjših vulkanskih središč, ki veljajo za aktivne. To vulkansko območje vsebuje tudi najmanj šest potencialno aktivnih velikih silikatnih vulkanskih sistemov, med katerimi so tudi vulkanski kompleks Altiplano-Puna, kot so Cerro Panizos, Pastos Grandes, Cerro Guacha in La Pacana. Drugi so še Los Frailes ignimbritni plato v Boliviji in kompleks kalder Incapillo in Cerro Galán v Argentini. 

### Južno vulkansko območje
Južno vulkansko območje (JVO) se razteza približno od osrednjih čilskih Andov na širini Santiaga, pri ca. 33 ° J, do Cerro Arenales v regiji Aysen pri ca. 46 ° J, oddaljenost več kot 1400 km. Lok je nastal zaradi subdukcije Nazca plošče pod južnoameriško ploščo vzdolž perujsko-čilskega oceanskega jarka. Severno mejo JVO zaznamuje ploska subdukcija grebena Juan Fernández, za katero se domneva, da je v miocenu proizvedla vulkansko vrzel, imenovano segment Pampaške ploske plošče v regiji Norte Chico. Južni konec JVO je označen s »čilskim trojnim stikom«, kjer se čilski dvig požene pod Južno Ameriko na polotoku Taitao in izvira iz patagonske vulkanske vrzeli. Nadaljuje se v južno australsko vulkansko območje.
V času pliocena je JVO južno od 38 ° J sestavljeno iz širokega vulkanskega loka. Območje z vulkansko dejavnostjo pred 1 do 2 milijoni let je bilo med 39 ° - 42 ° J široko do 300 km (če je vključen tudi back-arc vulkanizem).  Zmanjšanje konvergenčne stopnje Nazca in južnoameriške plošče z 9 cm na leto do 7,9 cm letno pred 2-3 milijoni let je prispevalo k zožitvi južnega JVO, ki se je zgodila pred približno 1,6 milijona let.  per year 2–3 million years ago contributed to a narrowing of the southern SVZ that occurred possibly 1.6 million years ago. Južni del JVO je ohranil močno aktivnost le na zahodu, še posebej okoli preloma Liquiñe-Ofqui, medtem ko so vzhodni vulkani, kot sta Tronador in Cerro Pantoja, ugasnila.
V južni andski vulkanski opazovalni napravi (OVDAS) s sedežem v Temucu spremljajo več vulkanov JVO. Nadzorovanje vulkanov se je s časom spreminjalo, vendar so nekatere, kot sta Villarrica in Llaima, stalno spremljali. V zadnjih letih je prišlo do velikih izbruhov pri  Chaiténu (2008-2010), Cordón Caulle (2011) in Calbucu (2015).

### Australsko vulkansko območje
Australsko vulkansko območje (AVO) je vulkanski lok v Andih jugozahodne Južne Amerike. AVO se razprostira južno od patagonske vulkanske vrzeli do arhipelaga Tierra del Fuego, oddaljeno več kot 1000 km. Lok je nastal zaradi subdukcije antarktične plošče pod južnoameriško ploščo. Izbruhi so predvsem alkalni bazalt in bazanit. Vulkanizem v australskem vulkanskem območju je manj močan kot v južnem. Zabeležene erupcije so redke zaradi območja, ki je bilo neraziskano v 19. stoletju; oblačno vreme v zahodni obali bi lahko preprečilo tudi opazovanje izbruhov. Australsko vulkansko območje gosti tako ledene stratovulkane kot tudi subglacialne vulkane pod južnopatagonskim ledenim poljem.

## Vulkanska vrzel
Različna vulkanska območja ločujejo vulkanske vrzeli, ki jim kljub temu, da ležijo na pravi razdalji od oceanskega jarka, manjka vulkanske dejavnosti . Andi imajo tri glavne vulkanske vrzeli: segment Perujske ploske plošče (3 ° - 15 ° J), segment Pampaške ploske plošče (27 ° - 33 ° J) in patagonska vulkanska vrzel (46 ° - 49 ° J). Prvi ločuje severni od osrednjega vulkanskega območja, drugi osrednjega od južnega in zadnji ločuje južnega od australskega vulkanskega območja. Perujska in Pampaška vrzel sovpadata s področji subdukcije pod nizkim kotom, zato se domneva, da je pomanjkanje vulkanizma posledica plitvega drsenja Nazca plošče na teh mestih. Plitev padec je nato pojasnjen s subdukcijo Nazca grebena in grebena Juan Fernández za perujsko in pampaško vrzeljo. Ker so Nazca in Juan Fernández grebena nastala zaradi vulkanske dejavnosti v pacifiškem ognjenem obroču (Velikonočni otok in Juan Fernández), je mogoče reči, da je vulkanska dejavnost v Pacifiku odgovorna za zaviranje vulkanizma v delih Andov.
Patagonska vrzel je drugačna po naravi, saj je ne povzroča subdukcija aseizmičnega grebena, temveč subdukcija Čilskega dviga, meja grebena med Nazca in Antarktično ploščo. 

### Perujska vrzel
Med zemljepisno širino 3 ° J in 15 ° J v Peruju se je zadnja vulkanska dejavnost zgodila pred 2,7 milijona let v Cordillera Blanci. Pomanjkanje vulkanizma v osrednjem in severnem Peruju se pogosto pripisuje stranskemu učinku ploske subdukcije Nazca plošče, ki se tam pojavlja. Medtem ko se je subdukcija Nazca grebena pogosto pripisovala temu, da je povzročil to plosko ploščo in s tem pomanjkanje vulkanizma, mnogi raziskovalci menijo, da je ta razlika preveč splošna, da bi jo lahko tako pojasnili.
Ena hipoteza trdi, da plosko ploščo povzroča sedanja subdukcija oceanske planote. Ta hipotetična planota z imenom Inca Plateau bi bila zrcalna slika planote Marquesas v Južnem Pacifiku. 

### Pampaška vrzel
Pampaška vrzel ali Norte Chico vrzel loči osrednje in južno vulkansko območje Andov. Nizek podvodni kot, ki ga povzroča subdukcija grebena Juan Fernández, je bila poudarjena kot povzročanje ali prispevanje k zaviranju vulkanizma.

## Zaločni vulkanizem
Zaločni vulkanizem je pomemben fenomen v Patagoniji in pokrajini Mendoza. Subdukcija ploske plošče vzdolž perujsko-čilskega oceanskega jarka v miocenu naj bi bila odgovorna za vulkanizem v Mendozi in provinci Neuquén v kvartarju . Pomembni vulkani na tem delu so Payun Matru, Agua Poca, Payun Liso, vulkansko polje Pali-Aike, Tromen, vulkanska skupina Cochiquito in Puesto Cortaderas.
Druge pomembne regije zaločnega vulkanizma so argentinski severozahod, kjer leži kaldera Galán in vznožje Andov v Ekvadorju, Cordillera Real, kjer se razvija vrsta alkalnih vulkanov, kot je Sumaco.

## Geotermalna aktivnost
Andski vulkanski pas predstavlja veliko geotermalno pokrajino, s številnimi vrelci, solfatarami in gejzirji, povezanimi z njenimi vulkani. Že v predkolumbovski dobi so domačini uporabljali različne vroče vrelce za zdravljenje. Geotermalno raziskovanje čilskih Andov je bilo pionirsko v šestdesetih letih, čeprav je bila lokacija El Tatio raziskana že v 1920-ih. V primerjavi s sosednjo Srednjo Ameriko je Andska regija slabo raziskana in izkoriščena z geotermalnimi viri.